# New Baltimore (Pensilvania)
New Baltimore es un borough ubicado en el condado de Somerset en el estado estadounidense de Pensilvania. En el año 2000 tenía una población de 168 habitantes y una densidad poblacional de 205.3 personas por km².

## Geografía
New Baltimore se encuentra ubicado en las coordenadas 39°59′02″N 78°46′20″O / 39.98389, -78.77222.

## Demografía
Según la Oficina del Censo en 2000 los ingresos medios por hogar en la localidad eran de $30,000 y los ingresos medios por familia eran $37,500. Los hombres tenían unos ingresos medios de $27,500 frente a los $22,031 para las mujeres. La renta per cápita para la localidad era de $14,552. Alrededor del 5.8% de la población estaba por debajo del umbral de pobreza.